# Sheena C. Howard
Sheena Cheri Howard (née le 23 août 1983 à Philadelphie) est une universitaire américaine spécialiste des questions raciales dans la bande dessinée.
En 2013, elle co-dirige un ouvrage collectif consacré à la bande dessinée afro-américaine, qui lui vaut l'année suivante le premier prix Eisner remis à une femme noire. Membre de l'équipe professorale de l'université Rider depuis 2016, elle a signé en 2017 le premier dictionnaire consacré aux auteurs de bande dessinée afro-américains.
Elle co-écrit avec David F. Walker en 2017 la série de bande dessinée Superb, publiée par Lion Forge Comics (en).

## Prix
- 2014 : Prix Eisner du meilleur travail académique pour Black Comics. The Politics of Race and Representation (avec Ronald L. Jackson II)

## Publications
- (en) Black Comics : Politics of Race and Representation  (dir. avec Ronald L. Jackson II), Londres, Bloomsbury, 2013, 267 p. (ISBN 978-1-4411-3528-5, lire en ligne).
- (en) Black Queer Identity Matrix : Towards An Integrated Queer of Color Framework, New York, Peter Lang, 2014, 107 p. (ISBN 978-1-4331-2233-0).
- (en) Encyclopedia of Black Comics, Golden, Fulcrum Publishing, 2017, 208 p. (ISBN 978-1-68275-101-5).
- (en) Critical Articulations of Race, Gender, and Sexual Orientation, Lanham, Lexington Books, 2017 (ISBN 978-0-7391-9916-9).